# Subsistema de Transporte Especial Complementar
O Subsistema de Transporte Especial Complementar (STEC) é um serviço de transporte público rodoviário de passageiros de caráter complementar existente em Salvador, Bahia. Foi regulamentado pelo decreto municipal nº 11.606 de 21 de maio de 1997 como parte do Sistema de Transporte Público de Passageiros do Município de Salvador (STPP) e serviço não concorrente ao Subsistema de Transporte Coletivo por Ônibus (STCO), que é o serviço convencional de ônibus urbanos da cidade. É operado pelos membros da Cooperativa dos Permissionários do Subsistema de Transporte Especial Complementar de Salvador (Coopstecs), constituída em 2007 a partir da conversão da então Associação dos Permissionários do Subsistema Especial Complementar do Município de Salvador (ASTECS) em cooperativa.
O STEC é, atualmente, responsável por 10% do total das demandas realizadas pelo transporte público em Salvador. Em 2009, eram 264 veículos e 140 mil passageiros por dia. Em 2014, com apoio da Prefeitura, foi iniciada a renovação e padronização da frota a fim de completar 300 micro-ônibus, e foi registrado o atendimento diário de 120 mil passageiros.
Os veículos do STEC são do tipo micro-ônibus fornecidos pela Agrale desde 1999. O subsistema serve a sete áreas operacionais periféricas da cidade (Brasilgás, Cajazeiras, Ceasa, Itapuã, Paripe, Periperi, São Cristovão), conectando diversos bairros às principais vias de tráfego da cidade, permitindo aos usuários dos transportes coletivos o acesso aos ônibus convencionais. Tem por objetivo aumentar a acessibilidade aos corredores principais com veículos menores e com custos menores. Porém, ao contrário do extinto Subsistema Local Integrado de Transporte (SLIT), conhecido como Amarelinho, sua tarifa não é integrada à do STCO. O sistema de bilhetagem eletrônica nos veículos foi implantado em 2008, possibilitando o uso do Salvador Card, após protestos dos permissionários. A tarifa cobrada é igual a do serviço convencional (STCO); atualmente custa R$ 3,30.